# Bendorf (Szeben megye)
Bendorf (románul Benești, németül Bendorf vagy Bägendorf) falu Romániában, Szeben megyében.

## Története
A falu környékén késő bronzkori és vaskori leleteket tártak fel.
Első írásos említése 1406-ból maradt fenn Begendorf alakban. 1400-ban már temploma volt. A szászok létszámának elapadásával a templom kelyheit és harangját Újegyház, az oltárát Rovás kapta meg.

## Lakossága
1850-ben 824 lakosából 811 volt, 1992-ben a 292 lakosból 186 román és 106 cigány.